# Комягин, Юрий Владимирович
Ю́рий Влади́мирович Комя́гин (укр. Юрій Володимирович Комягін; 6 мая 1984, Каховка, Херсонская область, УССР, СССР) — украинский футболист, полузащитник.

## Биография

### Клубная карьера
Воспитанник ДЮСШ Каховки и киевского РВУФК, за который с 2000 по 2001 провёл 8 игр в чемпионате ДЮФЛ. В 2002 году сыграл 3 встречи за КЗЭСО в чемпионате ААФУ, а 28 июля того же года дебютировал на профессиональном уровне в составе херсонского «Кристалла», выйдя на поле в домашнем поединке Второй лиги против одесского «Черноморца-2». Всего за клуб из Херсона провёл 27 матчей в первенстве и 1 встречу в Кубке Украины, после чего в 2004 году 12 мая снова сыграл 1 матч за КЗЭСО в любительском чемпионате, а с июля начал выступления за «Горняк-Спорт», за который играл затем до 2007 года, проведя за это время 80 встреч (14 голов) во Второй лиге и 7 матчей (1 гол) в Кубке.
В начале 2008 пополнил состав клуба Первой лиги черниговской «Десны», за которую в том году провёл 13 встреч и забил 1 мяч, а также отыграл 8 матчей и забил 1 гол за фарм-клуб черниговцев «Десна-2». С 2009 по 2010 выступал за «Николаев», в 31 матче первенства забил 3 мяча, и ещё 3 игры провёл в Кубке. Во второй половине 2010 года сыграл 14 встреч за «Бастион».
В начале 2011 года перешёл в молдавский клуб «Зимбру», в составе которого дебютировал на высшем уровне, сыграв 9 матчей и забив 2 гола в Национальном дивизионе. Затем с лета 2011 по конец 2014 с перерывом выступал за «Энергию» из Новой Каховки, всего за которую в 73 встречах Второй лиги забил 25 мячей и сыграл 1 поединок в Кубке. Во второй половине 2012 года защищал цвета херсонского «Кристалла», за который уже выступал ранее, в этот раз сыграв 19 матчей в первенстве и 2 в Кубке.
С 2015 года выступал за горностаевский «Мир».

### Карьера тренера
В начале 2015 года получил тренерский диплом ФФУ категории «C».

## Статистика
| Клуб                    | Лига                  | Сезон   | Чемпионат | Чемпионат | Кубок | Кубок |
| Клуб                    | Лига                  | Сезон   | Игры      | Голы      | Игры  | Голы  |
| ----------------------- | --------------------- | ------- | --------- | --------- | ----- | ----- |
| КЗЭСО                   | ААФУ                  | 2002    | 3         | 0         |       |       |
| Кристалл (Херсон)       | Вторая лига           | 2002/03 | 11        | 0         |       |       |
| Кристалл (Херсон)       | Вторая лига           | 2003/04 | 16        | 0         | 1     | 0     |
| КЗЭСО                   | ААФУ                  | 2004    | 1         | 0         |       |       |
| Горняк-Спорт            | Вторая лига           | 2004/05 | 19        | 0         | 1     | 0     |
| Горняк-Спорт            | Вторая лига           | 2005/06 | 17        | 4         | 3     | 0     |
| Горняк-Спорт            | Вторая лига           | 2006/07 | 25        | 5         | 1     | 0     |
| Горняк-Спорт            | Вторая лига           | 2007/08 | 19        | 5         | 2     | 1     |
| Десна                   | Первая лига           | 2007/08 | 9         | 1         |       |       |
| Десна                   | Первая лига           | 2008/09 | 4         | 0         |       |       |
| Десна-2                 | Вторая лига           | 2008/09 | 8         | 1         |       |       |
| Николаев                | Вторая лига           | 2008/09 | 11        | 1         |       |       |
| Николаев                | Вторая лига           | 2009/10 | 20        | 2         | 3     | 0     |
| Бастион                 | Вторая лига           | 2010/11 | 14        | 0         |       |       |
| Зимбру                  | Национальный дивизион | 2010/11 | 9         | 2         |       |       |
| Энергия (Новая Каховка) | Вторая лига           | 2011/12 | 19        | 6         | 1     | 0     |
| Кристалл (Херсон)       | Вторая лига           | 2012/13 | 19        | 1         | 2     | 0     |
| Энергия (Новая Каховка) | Вторая лига           | 2012/13 | 6         | 2         |       |       |
| Энергия (Новая Каховка) | Вторая лига           | 2013/14 | 31        | 14        |       |       |
| Энергия (Новая Каховка) | Вторая лига           | 2014/15 | 16        | 3         |       |       |
| Мир                     | ААФУ                  | 2015    | 7         | 1         |       |       |
| Мир                     | Вторая лига           | 2015/16 | 14        | 8         | 2     | 3     |